# 四日市市立三重小学校
四日市市立三重小学校（よっかいちしりつ みえしょうがっこう）は、三重県四日市市にある公立小学校。

## 沿革
- 1875年（明治8年）11月1日 - 坂部学校が発足。
- 1880年（明治13年） - 尾平に尾生学校が、山之一色に榎城学校が発足。
- 1881年（明治14年） - 坂部学校の校舎を解体し、同校他に2校舎を新築。
- 1886年（明治19年） - 坂部学校が坂部尋常小学校と改称。
- 1887年（明治20年） - 榎城学校が解散、坂部尋常小学校に編入される。
- 1889年（明治22年） - 坂部尋常小学校が三重尋常小学校と改称。生桑地域が尾生学校から編入される。
- 1994年（明治27年） - 三重尋常小学校が千種街道南側に新築移転。
- 1941年（昭和16年）4月1日 - 三重村国民学校と改称。
- 1947年（昭和22年）4月1日 - 三重村立三重小学校と改称。
- 1954年（昭和29年）7月1日 - 三重郡三重村が四日市市に編入されたのにともない、四日市市立三重小学校と改称。
- 1975年（昭和50年） - 創立百周年記念式典を挙行。四日市市立三重西小学校及び四日市市立大谷台小学校を分離。
- 1976年（昭和51年） - プール竣工。
- 1978年（昭和53年）3月1日 - 四日市市立三重北小学校を分離。

## 通学区域
- 四日市市
  - 西坂部町御館、西坂部町川向、西坂部町山之平、生桑町（一部の地域を除く）、生桑町大谷、生桑台、生桑神田町、東坂部町（一部の地域を除く）

卒業生は基本的に四日市市立大池中学校へ進学する。

## 周辺
- 四日市市三重地区市民センター
- 四日市東坂部郵便局
- 国道365号
- 海蔵川

## アクセス
- 三重交通バス 坂部にて下車
- 三重県道8号四日市鈴鹿環状線沿い